# Marion Maubon
Marion Maubon (* 27. Juli 1989 in Bordeaux, Frankreich) ist eine ehemalige französische Handballspielerin, die mehrere Spielzeiten in der französischen Spielklasse Division 1 auflief.

## Karriere

### Im Verein
Maubon lief anfangs für Mérignac Handball auf und wechselte im Jahr 2007 zu CA Béglais. Ab dem Jahr 2012 spielte die Außenspielerin für die Spielgemeinschaft Union Mios-Biganos-Bègles, mit der sie in der Saison 2014/15 den EHF Challenge Cup gewann. Daraufhin schloss sich Maubon dem Verein Metz Handball an, mit dem sie 2016, 2017, 2018 und 2019 die französische Meisterschaft sowie 2017 und 2019 den französischen Pokal gewann. In der Saison 2020/21 stand sie bei Nantes Atlantique Handball unter Vertrag und gewann in dieser Spielzeit die EHF European League. Nachdem Maubon daraufhin ein Jahr pausiert hatte, schloss sie sich dem französischen Drittligisten SPUC Pessac an. Am Saisonende 2022/23 stieg Maubon mit dem Verein in die zweithöchste französische Spielklasse auf, in der sie zuletzt in der Spielzeit 2023/24 auflief.

### In Auswahlmannschaften
Maubon gehörte dem Kader der französischen Juniorinnennationalmannschaft an, mit der sie an der U-19-Europameisterschaft 2007 und an der U-20-Weltmeisterschaft 2008 teilnahm. Maubon stand später einige Jahre im erweiterten Aufgebot der französischen A-Nationalmannschaft, jedoch blieb sie ohne Einsatz.